# Steve Kelly
Steve Kelly (né le 26 octobre 1976 à Vancouver, Colombie-Britannique au Canada) est un joueur professionnel canadien de hockey sur glace.

## Carrière de joueur
Choix de 1re ronde des Oilers d'Edmonton en 1995, il prend part à sa première saison professionnel en 1995-1996. Au cours de la saison suivante, il passe aux mains du Lightning de Tampa Bay où il termine la saison. Il joue quelques saisons dans l'organisation floridienne avant d'être à nouveau échangé, cette fois aux Devils du New Jersey. Il passe la majorité de la saison avec le club-école de ces derniers, mais est ramené avec le club pour participer aux séries éliminatoires. Cette saison-là, il aide les Devils à remporter la Coupe Stanley.
Un peu plus tard, il passe 4 saisons dans l'organisation des Kings de Los Angeles sans toutefois s'établir définitivement dans la Ligue nationale de hockey. À l'aube de la saison 2004-2005, il signe avec un club allemand. Il passe 3 saisons en Allemagne avant de revenirsur le sol nord-américain pour la saison 2007-2008. Ayant préalablement signé un contrat avec le Wild du Minnesota il n'y joue que 2 parties. Le 16 juillet 2008, il signe avec les Blue Jackets de Columbus.

## Statistiques
| Saison     | Équipe                   | Ligue      |     | Saison régulière | Saison régulière | Saison régulière | Saison régulière | Saison régulière |    | Séries éliminatoires | Séries éliminatoires | Séries éliminatoires | Séries éliminatoires | Séries éliminatoires |
| Saison     | Équipe                   | Ligue      | PJ  | B                | A                | Pts              | Pun              | PJ               | B  | A                    | Pts                  | Pun                  |                      |                      |
| 1991-1992  | Westbank Westsides       | BCAHA      | 30  | 25               | 60               | 85               | 75               | -                | -  | -                    | -                    | -                    |                      |                      |
| 1992-1993  | Raiders de Prince Albert | LHOu       | 65  | 11               | 9                | 20               | 75               | -                | -  | -                    | -                    | -                    |                      |                      |
| 1993-1994  | Raiders de Prince Albert | LHOu       | 65  | 19               | 42               | 61               | 106              | -                | -  | -                    | -                    | -                    |                      |                      |
| 1994-1995  | Raiders de Prince Albert | LHOu       | 68  | 31               | 41               | 72               | 153              | 15               | 7  | 9                    | 16                   | 35                   |                      |                      |
| 1995-1996  | Raiders de Prince Albert | LHOu       | 70  | 27               | 74               | 101              | 203              | 18               | 13 | 18                   | 31                   | 47                   |                      |                      |
| 1996-1997  | Bulldogs de Hamilton     | LAH        | 48  | 9                | 29               | 38               | 111              | 11               | 3  | 3                    | 6                    | 24                   |                      |                      |
| 1996-1997  | Oilers d'Edmonton        | LNH        | 8   | 1                | 0                | 1                | 6                | 6                | 0  | 0                    | 0                    | 2                    |                      |                      |
| 1997-1998  | Bulldogs de Hamilton     | LAH        | 11  | 2                | 8                | 10               | 18               | -                | -  | -                    | -                    | -                    |                      |                      |
| 1997-1998  | Admirals de Milwaukee    | LIH        | 5   | 0                | 1                | 1                | 19               | -                | -  | -                    | -                    | -                    |                      |                      |
| 1997-1998  | Lumberjacks de Cleveland | LIH        | 5   | 1                | 1                | 2                | 29               | 1                | 0  | 1                    | 1                    | 0                    |                      |                      |
| 1997-1998  | Oilers d'Edmonton        | LNH        | 19  | 0                | 2                | 2                | 8                | -                | -  | -                    | -                    | -                    |                      |                      |
| 1997-1998  | Lightning de Tampa Bay   | LNH        | 24  | 2                | 1                | 3                | 15               | -                | -  | -                    | -                    | -                    |                      |                      |
| 1998-1999  | Lumberjacks de Cleveland | LIH        | 18  | 6                | 7                | 13               | 36               | -                | -  | -                    | -                    | -                    |                      |                      |
| 1998-1999  | Lightning de Tampa Bay   | LNH        | 34  | 1                | 3                | 4                | 27               | -                | -  | -                    | -                    | -                    |                      |                      |
| 1999-2000  | Vipers de Détroit        | LIH        | 1   | 0                | 0                | 0                | 4                | -                | -  | -                    | -                    | -                    |                      |                      |
| 1999-2000  | River Rats d'Albany      | LAH        | 76  | 21               | 36               | 57               | 131              | 3                | 1  | 1                    | 2                    | 2                    |                      |                      |
| 1999-2000  | Devils du New Jersey     | LNH        | 1   | 0                | 0                | 0                | 0                | 10               | 0  | 0                    | 0                    | 4                    |                      |                      |
| 2000-2001  | Devils du New Jersey     | LNH        | 24  | 2                | 2                | 4                | 21               | -                | -  | -                    | -                    | -                    |                      |                      |
| 2000-2001  | Kings de Los Angeles     | LNH        | 11  | 1                | 0                | 1                | 4                | 8                | 0  | 0                    | 0                    | 2                    |                      |                      |
| 2001-2002  | Monarchs de Manchester   | LAH        | 49  | 10               | 21               | 31               | 88               | 5                | 1  | 8                    | 9                    | 4                    |                      |                      |
| 2001-2002  | Kings de Los Angeles     | LNH        | 8   | 0                | 1                | 1                | 2                | 1                | 0  | 0                    | 0                    | 0                    |                      |                      |
| 2002-2003  | Monarchs de Manchester   | LAH        | 54  | 19               | 44               | 63               | 144              | 3                | 0  | 1                    | 1                    | 0                    |                      |                      |
| 2002-2003  | Kings de Los Angeles     | LNH        | 15  | 2                | 3                | 5                | 0                | -                | -  | -                    | -                    | -                    |                      |                      |
| 2003-2004  | Monarchs de Manchester   | LAH        | 59  | 21               | 49               | 70               | 117              | 1                | 0  | 0                    | 0                    | 2                    |                      |                      |
| 2003-2004  | Kings de Los Angeles     | LNH        | 3   | 0                | 0                | 0                | 0                | -                | -  | -                    | -                    | -                    |                      |                      |
| 2004-2005  | Adler Mannheim           | DEL        | 46  | 11               | 22               | 33               | 210              | 12               | 1  | 4                    | 5                    | 72                   |                      |                      |
| 2005-2006  | Adler Mannheim           | DEL        | 19  | 4                | 17               | 21               | 44               | -                | -  | -                    | -                    | -                    |                      |                      |
| 2005-2006  | Frankfurt Lions          | DEL        | 22  | 6                | 14               | 20               | 119              | -                | -  | -                    | -                    | -                    |                      |                      |
| 2006-2007  | Frankfurt Lions          | DEL        | 47  | 9                | 29               | 38               | 209              | 8                | 2  | 8                    | 10                   | 30                   |                      |                      |
| 2007-2008  | Aeros de Houston         | LAH        | 48  | 10               | 18               | 28               | 81               | 3                | 0  | 0                    | 0                    | 6                    |                      |                      |
| 2007-2008  | Wild du Minnesota        | LNH        | 2   | 0                | 0                | 0                | 0                | -                | -  | -                    | -                    | -                    |                      |                      |
| 2008-2009  | Crunch de Syracuse       | LAH        | 45  | 10               | 12               | 22               | 74               | -                | -  | -                    | -                    | -                    |                      |                      |
| 2009-2010  | HDD Olimpija Ljubljana   | EBEL       | 2   | 1                | 2                | 3                | 2                | -                | -  | -                    | -                    | -                    |                      |                      |
| Totaux LNH | Totaux LNH               | Totaux LNH | 149 | 9                | 12               | 21               | 83               | 25               | 0  | 0                    | 0                    | 8                    |                      |                      |

## Trophées et honneurs personnels
- Ligue nationale de hockey
  - 2000 : remporte la Coupe Stanley avec les Devils du New Jersey

## Transactions en carrière
- 30 décembre 1997 : échangé au Lightning de Tampa Bay par les Oilers d'Edmonton avec Jason Bonsignore et Bryan Marchment en retour de Paul Comrie et de Roman Hamrlík.
- 7 octobre 1999 : échangé aux Devils du New Jersey par le Lightning de Tampa Bay en retour d'un choix de 7e ronde (Brian Eklund) lors du repêchage d'entrée dans la LNH en 2000.
- 27 février 2001 : échangé aux Kings de Los Angeles par les Devils du New Jersey pour compléter la transaction effectué le 23 février 2001 qui avait envoyé Bob Corkum aux Devils.
- 2 juillet 2007 : signe un contrat comme agent-libre avec le Wild du Minnesota.
- 16 juillet 2008 : signe un contrat comme agent-libre avec les Blue Jackets de Columbus.